# Амвросий I Бергамский
Амвросий I Бергамский (итал. Ambrogio I; X век — 973, Бергамо) — итальянский прелат, ординарий епархий Бергамо.

## Биография
Родился во влиятельной бергамской аристократической семье Джизальбертини итал. Gisalbertini di Bergamo, владельцев земель и значительного имущества.
Получив образование в Милане, как это явствует из его переписки 945—950 годов с епископом Аттоном из Верчелли, откуда узнаем, что Амвросий прекрасно знал латинский и греческий языки, право, а также обладал высокой литературной культурой, настолько, что епископ обращался к нему с почтением.
Со 2 декабря 966 года по 25 мая 970 года служил канцлером Священной Римской империи, назначение было связано с его способностям и личной преданностью Оттону I, когда тот решил удалить из итальянской канцелярии лиц, связанных с королем Беренгаром. Сохранились два письма, адресованные Амвросию как канцлеру Оттона, о заступничестве из-за разногласий в распределение имущества и доходов курии среди духовенства. В качестве канцлера в 967 году, сопровождал Оттона II в Рим на коронацию, участвовал сеймах в Равенне и в Вероне.
В 970 году получил рукоположение в епископа Бергамо, как справедливую компенсацию за верность саксонскому королю, на что указывает бенедиктинский монах Сигеберт из Жамблу в своей Vita Deoderici episcopi Mettensis.
Деятельность в качестве епископа была посвящена благоустройству территории и благополучию жителей, при нем Аквилейский патриархат уступил доходы со своего имущества, расположенного на территории, подвластной Бергамо. В мае 973 года епископ пожертвовал средства, включающие недвижимость в Бергамо и Альбано-Сант-Алессандро, для кафедральной школы. Предпринял путешествие в город Кортона с целью приобрести частицу мощей святого Викентия, покровителя епархии, но безуспешно.